# Toolport
Die Toolport GmbH (Eigenschreibweise TOOLPORT) ist ein deutsches Unternehmen mit Sitz in Norderstedt. Das auf E-Commerce und Zeltlösungen spezialisierte Unternehmen verfügt, neben dem Hauptsitz in Norderstedt, über Lagerkapazitäten in den Niederlanden und Großbritannien. 

## Geschichte
Das Unternehmen, das in den 1980er Jahren gegründet wurde, positionierte sich anfangs als klassisches Handelsunternehmen mit Fokus auf Import und Vertrieb. Im Sortiment der Toolport GmbH befanden sich Partyzelte und Werkzeuge. In den 1990er Jahren, damals noch unter der Firma Fast Tool Trade GmbH, erfolgte eine Verschiebung des Schwerpunkts weg von den Werkzeugen, hin zum Zeltgeschäft. Anfang der 2000er Jahre wurde das Sortiment um Lagerzelte und industrielle Zeltlösungen erweitert und 2002 der Firmenname zu Toolport GmbH geändert. Das Hauptgeschäftsfeld liegt bis zum aktuellen Zeitpunkt, im Bereich der Zelte. 
Toolport ging 2008 mit einem Webshop live. Zwei Jahre später, im Mai 2010, begann das Unternehmen mit der Internationalisierung durch die Einführung der französischen Webpräsenz. Darauf folgten die italienische Webseite, die britische, sowie die polnische im Jahr 2015. Auch in den folgenden Jahren blieb die Internationalisierung ein zentrales Anliegen des Unternehmens, was sich durch die Einführung der niederländischen und schwedischen Webseiten fortsetzte.
Im Jahr 2020 unternahm Toolport einen Schritt abseits des Zeltbereichs, indem das Unternehmen Gartenpavillons in ihr Angebot aufnahm. Dieses neue Garten-Segment wurde während der Coronapandemie der neue „Renner“ des Unternehmens, wie Andreas Smalinsky, Leiter des Inbound-Teams, im November 2020 in einem Artikel im Hamburger Abendblatt erwähnte. Des Weiteren gab es noch die Zelthandelskontor GmbH, welche auf Basis des Verschmelzungvertrags vom 23. Juli 2021, am 8. Oktober 2021 in die TOOLPORT GmbH überging und aus dem Handelsregister damit gelöscht wurde. Im Jahr 2022 wurden neue Märkte in Spanien und Dänemark erschlossen. Im selben Jahr ging Toolport eine Partnerschaft mit dem österreichischen Unternehmen GFP International ein und weitete das Gartensegment weiter aus. Neben dem Kerngeschäft der Zelte und den Gartenpavillons umfasst das Produktsortiment seitdem auch (Anlehn-)Gewächshäuser, Tomatenhäuser, Hochbeete und Geräteschuppen.
Neben dem Verkauf ist das Unternehmen außerdem ein Ausbildungsbetrieb. Toolport bildet zum Kaufmann im E-Commerce, Fachinformatiker Anwendungsentwicklung, Fachinformatiker Systemintegration, Fachkraft für Lagerlogistik und Kaufmann für Büromanagement aus.

## Produkte
Toolport ist Fachhändler für Zeltlösungen im B2C und B2B-Bereich. Zu den Produkten zählen Partyzelte und Faltpavillons, sowie industrielle Lagerzelte, Zeltgaragen, Weidezelte, Rundbogenhallen, Zelthallen und Container-Überdachungen. Im Gartensegment bietet das Unternehmen Gartenpavillons, (Anlehn-)Gewächshäuser, Tomatenhäuser, Hochbeete und Geräteschuppen an. Außerdem bietet die Toolport GmbH eine Zelt-Ersatzteilbeschaffung und entsprechendes Zelt-Zubehör an.